# Sportvagns-VM 1953
Sportvagns-VM 1953 vanns av Ferrari.

## Delsegrare
| Bana         | Vinnare                          | Märke        |
| ------------ | -------------------------------- | ------------ |
| Sebring      | Phil Walters John Fitch          | Cunningham   |
| Mille Miglia | Giannino Marzotto Marco Crosara  | Ferrari      |
| Le Mans      | Tony Rolt Duncan Hamilton        | Jaguar       |
| Spa          | Giuseppe Farina Alberto Ascari   | Ferrari      |
| Nürburgring  | Giuseppe Farina Mike Hawthorn    | Ferrari      |
| Dundrod      | Peter Collins Pat Griffith       | Aston Martin |
| Veracruz     | Juan Manuel Fangio Gino Bronzoni | Lancia       |

## Märkes-VM
| Plats | Märke        | Poäng |
| ----- | ------------ | ----- |
| 1     | Ferrari      | 27    |
| 2     | Jaguar       | 24    |
| 3     | Aston Martin | 21    |
| 4     | Lancia       | 12    |
| 5     | Cunningham   | 12    |
| 6     | Alfa Romeo   | 6     |